# Municipio de Brant
El municipio de Brant (en inglés: Brant Township) es un municipio ubicado en el condado de Saginaw en el estado estadounidense de Míchigan. En el año 2010 tenía una población de 2012 habitantes y una densidad poblacional de 20,92 personas por km².

## Geografía
El municipio de Brant se encuentra ubicado en las coordenadas 43°15′41″N 84°13′14″O / 43.26139, -84.22056. Según la Oficina del Censo de los Estados Unidos, el municipio tiene una superficie total de 96.17 km², de la cual 95,41 km² corresponden a tierra firme y (0,79 %) 0,76 km² es agua.

## Demografía
Según el censo de 2010, había 2012 personas residiendo en el municipio de Brant. La densidad de población era de 20,92 hab./km². De los 2012 habitantes, el municipio de Brant estaba compuesto por el 96,67 % blancos, el 0,3 % eran afroamericanos, el 0,75 % eran amerindios, el 0,2 % eran asiáticos, el 0,65 % eran de otras razas y el 1,44 % eran de una mezcla de razas. Del total de la población el 3,28 % eran hispanos o latinos de cualquier raza.